# Feugères
Feugères är en kommun i departementet Manche i regionen Normandie i norra Frankrike. Kommunen ligger i kantonen Périers som tillhör arrondissementet Coutances. År 2022 hade Feugères 353 invånare.

## Befolkningsutveckling
Antalet invånare i kommunen Feugères
| Referens: INSEE |